# Триполі (район)
Триполі (араб. قضاء طرابلس‎‎) — один з 25 районів Лівану, входить до складу провінції Північний Ліван. Адміністративний центр — м. Триполі. На півдні межує з районами Згарта і Кура, на північному сході — з районом Аккар, на заході омивається водами Середземного моря.
Адміністративно поділяється на 3 муніципалітети.
| Ліван | Це незавершена стаття з географії Лівану. Ви можете допомогти проєкту, виправивши або дописавши її. |

1. ↑  GEOnet Names Server — 2018.